# Foé (chanteur)
Pour les articles homonymes, voir Foé et Poyet.
Nicolas Poyet, dit Foé, né en 1997 à Toulouse, est un auteur-compositeur-interprète français.

## Biographie

### Enfance et formation
Il est né en 1997 à Toulouse.
Nicolas Poyet suit des cours de piano au conservatoire de Toulouse de six à onze ans, puis apprend la guitare dans une MJC d'Empalot, une cité de Toulouse,.
Après son baccalauréat scientifique obtenu au lycée Bellevue, il obtient un DUT de génie mécanique et productique à l'université Paul-Sabatier,.

### Carrière
En 2016, il participe sous le nom de « Nicolas », aux auditions de la douzième saison de Nouvelle Star.
Il est repéré par Chad Boccara. Il choisit son pseudonyme en hommage à Daniel Defoe, l'auteur de Robinson Crusoé,. Ils signent ensuite en licence avec le label Tôt ou tard.
En novembre 2017, il sort son premier EP,, puis à partir de décembre, il fait la première partie de Vianney.
Il participe en 2018 à la compilation Deezer Souvenirs d'été, sur laquelle il reprend Le Coup de soleil de Richard Cocciante,. Il se produit la même année au Chantier des Francos des Francofolies de La Rochelle en juillet 2018.
Il écrit en 2019 les paroles de la chanson Crash d'amour pour l'album Nos 4 saisons de Julie et Camille Berthollet, sorti en 2020. Il assure aussi les chœurs et est interprète au piano.
Foé partage le duo Les Mots virtuels en 2020 avec l'artiste Janie sur son EP Petite Blonde sorti en mars 2021.
En 2022, Foé sort son deuxième album Paradis d'or,.

## Dans la culture populaire
François Hollande a déclaré sur le plateau de l'émission Quotidien écouter le titre Alors Lise.

## Œuvres

### Single
- 2018 : Mommy[21].
- 2018 : Le Coup de soleil, reprise de Richard Cocciante[22]
- 2019 : Nuria (Meya Remix)
- 2024 : Tu me plaîs

## Nominations et récompenses
- 2018 : prix Félix-Leclerc lors des Francos de Montréal, récompensant les jeunes auteurs-compositeurs-interprètes francophones[23] ;
- 2019 : nommé lors de la 34e cérémonie des Victoires de la musique pour Îl, dans la catégorie album révélation de l'année[22],[24].
- 2019 : nommé au prix du Fair[25],[26].